# Tiffany Starr
Tiffany Starr (Boston, Massachusetts; 21 de enero de 1986) es una actriz pornográfica y modelo erótica retirada transexual estadounidense.

## Biografía
Natural de Massachusetts, desde una edad temprana era consciente, habiendo nacido como hombre, de su necesidad de cambo de género. A los 15 años de edad confesó su situación y dos años después, ya con 17, comenzó su transición sexual utilizando hormonas TRH y cambio de nombre. Alcanzada la edad adulta comenzó sus estudios de imagen y marketing, alternando su formación con trabajos parciales como recepcionista en una gran compañía de software.
En poco menos de un mes, diversas circunstancias personales se aglutinaron complicando la situación de Tiffany: ruptura con su pareja, despido del trabajo y un accidente fatal en el que perdió su vehículo. Ante la vicisitud de hacer frente a facturas y demás gastos, entró en contacto con la también actriz pornográfica transexual Amy Daly, quien le recomendó en sus primeros pasos para entrar en la industria del cine para adultos, ofreciéndole viajar hasta Los Ángeles, donde podría emprender carrera. La productora Shemale Club le daría su primera oportunidad delante de las cámaras, grabando su primera escena como actriz en abril de 2011 en su web Grooby Girls.
Como actriz ha trabajado para productoras como Grooby, Evil Angel, Pornstar Platinum, Mancini Productions, TransRomantic, Transsensual, Devil's Film, Exquisite, Third World Media, Mile High, Trans500, Kink.com o Pulse Distribution, entre otras.
Durante tres años consecutivos (2013, 2014 y 2015) estuvo nominada en los Premios AVN tanto en las categorías de Artista transexual del año como a la Mejor escena de sexo transexual por los trabajos She-Male Strokers 50, Pornstars Love Trannies y Pornstars Loves Trannies 3, respectivamente. Fue, así mismo, nominada en los Premios XBIZ a la Artista transexual del año también de manera consecutiva en 2013 y 2014.
Se retiró de la industria en 2018, habiendo aparecido en más de 80 películas y escenas como actriz. Posteriormente quedó vinculada a redes sociales como YouTube y Twitch, donde ha desarrollado sus canales con reacciones, gameplays y vlogs.

## Premios y nominaciones
| Año  | Ceremonia                  | Resultado | Premio                                  | Trabajo                                      |
| ---- | -------------------------- | --------- | --------------------------------------- | -------------------------------------------- |
| 2011 | Tranny Awards              | Nominada  | Mejor artista hardcore                  | —                                            |
| 2011 | Tranny Awards              | Nominada  | Mejor artista solo                      | —                                            |
| 2011 | Tranny Awards              | Nominada  | Mejor nueva cara                        | —                                            |
| 2011 | Tranny Awards              | Nominada  | Mejor escena                            | America's Next Top Tranny 14                 |
| 2011 | Tranny Awards              | Nominada  | Mejor escena                            | Transsexual Babysitters 18                   |
| 2012 | Nightmoves                 | Nominada  | Mejor artista transexual                | —                                            |
| 2012 | Tranny Awards              | Nominada  | Mejor artista hardcore                  | —                                            |
| 2012 | Tranny Awards              | Nominada  | Mejor artista solo                      | —                                            |
| 2012 | Tranny Awards              | Nominada  | Mejor sitio web de modelo               | —                                            |
| 2013 | Nightmoves                 | Nominada  | Mejor artista transexual                | —                                            |
| 2013 | Premios AVN                | Nominada  | Artista transexual del año              | —                                            |
| 2013 | Premios AVN                | Nominada  | Mejor escena de sexo transexual         | She-Male Strokers 50                         |
| 2013 | Premios XBIZ               | Nominada  | Artista transexual del año              | —                                            |
| 2013 | The Fannys                 | Nominada  | Artista transexual del año              | —                                            |
| 2013 | Tranny Awards              | Nominada  | Mejor artista hardcore                  | —                                            |
| 2013 | Tranny Awards              | Nominada  | Mejor escena                            | TS Pussy Hunters 29233                       |
| 2013 | Tranny Awards              | Nominada  | Mejor escena                            | Tiffany Starr, Birdmountain and TS Miss Mary |
| 2013 | Tranny Awards              | Nominada  | Mejor sitio web de modelo               | —                                            |
| 2014 | Nightmoves                 | Nominada  | Mejor artista transexual                | —                                            |
| 2014 | Nightmoves Fan Awards      | Nominada  | Mejor artista transexual                | —                                            |
| 2014 | Premios AVN                | Nominada  | Artista transexual del año              | —                                            |
| 2014 | Premios AVN                | Nominada  | Mejor escena de sexo transexual         | Pornstars Love Trannies                      |
| 2014 | Premios XBIZ               | Nominada  | Artista transexual del año              | —                                            |
| 2014 | The Fannys                 | Nominada  | Artista transexual del año              | —                                            |
| 2015 | Nightmoves                 | Nominada  | Mejor artista transexual                | —                                            |
| 2015 | Nightmoves Fan Awards      | Nominada  | Mejor artista transexual                | —                                            |
| 2015 | Premios AVN                | Nominada  | Artista transexual del año              | —                                            |
| 2015 | Premios AVN                | Nominada  | Mejor escena de sexo transexual         | Pornstars Loves Trannies 3                   |
| 2015 | Transgender Erotica Awards | Nominada  | Mejor artista hardcore                  | —                                            |
| 2015 | Transgender Erotica Awards | Nominada  | Mejor escena                            | Tiffany Starr and Ada Black Thressome        |
| 2016 | Premios AVN                | Nominada  | Premio fan: Artista transexual favorita | —                                            |
| 2016 | Transgender Erotica Awards | Nominada  | Mejor sitio web de modelo               | —                                            |